# London kerületei
Nagy-London közigazgatásilag 32 kerületből és a City of Londonból áll. A City of London és 12 kerület alkotja Belső-Londont, míg a többi húsz kerület Külső-London része.

## Feladatai
A kerületeket kerületi tanácsok irányítják, amit négyévente választanak. A kerület a londoni helyi önkormányzás egyik legfontosabb egysége. Ezek felelnek a legtöbb helyi szolgáltatásért. Ezek közé tartozik az iskolák fenntartása, szociális szolgáltatások, hulladékgyűjtés. A teljes városra kiterjedő ügyek intézéséért a Londoni Közgyűlés és az általa irányított intézmények felelnek.
A kerületek helyi önkormányzati kerületek, hatáskörők a nagyvárosi körzetek hatásköréhez hasonlít. Minden kerület önálló oktatási irányító szervezet. 1990 előtt Belső-Londonban ezt a feladatot közös szervezet látta el.

## Történetük
A jelenlegi kerületeket 1965. április 1-jén hozták létre. Ugyanekkor jött létre Nagy-London. Az első, a teljes területre kiterjedő választásokat 1964-ben tartották, de a szervezet a település tényleges megalakulásáig árnyékszervezetként működött.